# Sebastian Asch
Sebastian Asch (ur. 4 czerwca 1986 roku w Tybindze) – niemiecki kierowca wyścigowy.

## Kariera
Asch rozpoczął karierę w międzynarodowych wyścigach samochodowych w 2005 roku od startów w SEAT Leon Supercopa Germany. Z dorobkiem czternastu punktów został sklasyfikowany na 23 pozycji w końcowej klasyfikacji kierowców. W późniejszym okresie Niemiec pojawiał się także w stawce 24h Nürburgring, ADAC GT Masters, Niemieckiego Pucharu Porsche Carrera, Toyo Tires 24H Series, FIA GT2 European Cup, Lamborghini Super Trofeo Europe, International GT Open, Blancpain Endurance Series, 24 Hours of Barcelona, VLN Endurance, Grand American Rolex Series, United SportsCar Championship oraz European Le Mans Series.